# Mojca Partljič
Mojca Partljič, slovenska gledališka, televizijska, lutkovna in filmska igralka, *1964, Maribor.
Diplomirala je na Akademiji za gledališče, radio, film in televizijo v Ljubljani. Nastopala je v Slovenskem ljudskem gledališču Celje, Mestnem gledališču ljubljanskem, Slovenskem mladinskem gledališču, Slovenskem narodnem gledališču Drama Ljubljana, Prešernovem gledališču Kranj in Špas teatru. Zaigrala je tudi v več filmih.
Je hčerka pisatelja in dramatika Toneta Partljiča. Njen partner je režiser Vito Taufer, njena hči pa igralka Urška Taufer.

## Filmografija
- Nočno življenje (2016, celovečerni igrani film)
- Sošolki (2015, kratki igrani film)
- Kandidatka in šofer (2009, celovečerni igrani film)
- Za vedno (2008, celovečerni igrani film)
- En dan resnice (2006, srednjemetražni igrani film)
- Gverilci (2006, srednjemetražni igrani TV film)
- Pozabljeni zaklad (2002, celovečerni igrani film)